# Люди – вторая нефть

Политическая карикатура на тему «люди — новая нефть»

«Лю́ди — втора́я нефть» — политическая метафора, придуманная Сергеем Ивановым в 2009 году для обозначения того, что в экономике знаний россияне являются ключевым ресурсом, а в человеческий капитал нужно инвестировать средства. Это выражение стало политическим мемом и широко используется в российских СМИ с негативной коннотацией для обозначения политики финансового прессинга населения с целью повышения доходов бюджета в условиях сокращения социальных обязательств государства.
Вариантом метафоры является фраза «люди — новая нефть».

## Цитата
Заявление вице-премьера Сергея Иванова на выступлении 16 марта 2009 года в Санкт-Петербурге на торжественном собрании, посвящённом 150-летию со дня рождения великого русского учёного, изобретателя Александра Попова: «Мы полностью сознаём, что Россия богата не только углеводородными ресурсами. Люди — вот наша „вторая нефть“, которая в условиях становления экономики знаний по своему значению вскоре займёт заслуженное первое место».
Это высказывание относится к нарративу о новом нефтяном богатстве, начатому основателем нефтяной компании ARCO Робертом О. Андерсоном фразой «нефть — уже почти что деньги», после которой в научном и публичном дискурсах закрепилось представление, что формула «нефть — деньги» напрямую определяет богатство. Образы будущего, основанные на альянсе нефтяных ресурсов и денег, широко распространились в российском политическом и общественном дискурсе. Однако, несмотря на то, что в восприятии большинства россиян кризис 2008—2009 годов не достиг уровня 1991 или 1998 года, падения цен на нефть оказалось достаточно, чтобы люди вновь почувствовали себя бедными, появилось ощущение безденежья и восстановилось представление «нас снова обобрали».

## Описание
Политическая метафора «Люди — вторая нефть» является развитием темы ресурсного проклятия России в дискуссии о сложившемся, по мнению критиков, в конце XX — начале XXI веков политическом режиме петрократии, когда бегство капитала (по оценке Тома Пикетти, порядка $1 трлн), полученного от экспорта энергетических ресурсов, не позволяет поддерживать гражданское общество и усиливает социальное неравенство. Однако, если раньше элиты довольствовались изъятием природных ресурсов, то теперь источником обогащения стало и население. Такая экономическая политика сравнивается с коллективизацией и индустриализацией, когда Сталин, не имея возможности взять кредиты за рубежом, использовал граждан как источник финансирования для развития отечественной промышленности. При этом отмечается, что только в период хрущёвской оттепели и брежневского застоя решение проблемы продовольственного обеспечения индустриальных городов без участия деревни посредством «обмена нефти на зерно» позволило снизить эксплуатацию населения, тогда как в современной России наблюдается возврат к практике изъятия ресурсов из потребления для направления в инвестиции при одновременном увеличении налогообложения.
По мнению Александра Эткинда, элита верит в своё право извлекать доходы из природы и народа, нацеливаясь на рост золотого запаса за счёт сырьевого экспорта и сдерживания массового потребления, а также за счёт отказа от выполнения таких государственных функций, как обеспечение публичных благ или развитие социального капитала. В результате образуется порочный круг: чем больше государство полагается на природные ресурсы, тем меньше оно инвестирует в человеческий капитал; чем ниже развитие человеческого капитала, тем больше такое государство зависит от ресурсного промысла. Бывает, интерес элиты совпадает с ростом общего благополучия, когда волна прогресса поднимает всех, бедных и богатых, вверх. Другая метафора той же идеи — просачивание вниз: когда богатые становятся ещё богаче, они больше тратят и инвестируют, и от этого выигрывают бедные. Однако всё это происходит только в годы экономического роста — редкие моменты, которые склонны принимать за норму жизни. Гораздо чаще суверену приходилось укреплять себя за счёт народа в условиях отсутствия экономического роста, для чего придуманы хитроумные механизмы — налоги и пошлины, инфляция и госдолг, и, наконец, прямые реквизиции.
Метафора указывает на сильную роль масс в современной политике: восстание масс не привело их к власти непосредственно, но его результатом стало то, что элиты попали в зависимость от массовых настроений и потеряли способность к какому-либо целеполаганию, кроме удовлетворения материальных потребностей, своих и в какой-то степени населения.

## Оценки
Оценки приведены как примеры устойчивого воспроизведения метафоры по годам и в различных сферах жизни общества.
2009 год. Журнал «Коммерсантъ Власть»: «С того момента как нефть стала считаться главным богатством России, не прекращаются поиски второго по значимости ресурса, или „второй нефти“. Таковым называли водород, российскую культуру, зерно, воду, спирт и даже отечественных теннисисток… Сергей Иванов дополнил этот перечень… Население России и раньше подвергалось самым разным сравнениям. Так, Иосиф Сталин называл граждан винтиками, что, впрочем, являлось общей для того времени метафорой». Леонид Радзиховский, публицист: "Реальных проектов в нашей стране — два. Первый для пропаганды … национальная идея, утешающая энд вдохновляющая широкие массы… Второй проект — руководство к действию. «Люди — наша вторая нефть». С. Б. Иванов… Главное в стране, смысл и цель её существования — нефть… Так строятся все реальные планы правительства. Точно так рассуждают и наши граждане сами!.. есть и ещё один план. То есть есть «люди».., а есть мы, которым эти люди, так сказать… Ну, не «принадлежат» само собой, но… ".
2016 год. Сергей Шелин, обозреватель «Росбалт»: «Пролетели годы. „Экономика знаний“ оказалась на свалке использованных лозунгов. И вот в начале нынешнего кризиса крылатую фразу вспомнили и некоторое время, лукаво перемигиваясь, повторяли в начальственных кабинетах. Народ, мол, — вторая нефть… Главное в этом предполагаемом пакте — удовлетворить те и только те потребности, которые массы считают для себя критически важными и не согласны больше урезать. В этом вся логика пакта с массами, к которому сейчас интуитивно потянулся руководящий класс, поняв, что использовать народ в качестве заменителя нефти всё-таки не получилось».
2018 год. Екатерина Шульман, политолог: «Давайте вспомним основной лозунг нашего времени „Люди — это новая нефть“. То есть уже трудно даже вспомнить, кто, собственно, был автором этой фразы. В публичном пространстве одним из первых её произнёс Сергей Борисович Иванов, ещё будучи главой администрации президента. Теперь её все уже говорят, потому что, действительно, она воплощает в себе некий дух исторического момента». Евгений Минченко, политолог: «У нас сейчас государство начинает реализовывать программу „Люди — новая нефть“. Теперь мы будем платить больше, а получать от государства меньше». Павел Аптекарь, обозреватель «Ведомостей» : «Отдельные случаи политического хамства складываются в новый канон коммуникации. Чиновники и бюрократы, похоже, буквально понимают слова Сергея Иванова (тогда, в 2009 г., вице-премьера), назвавшего людей „второй нефтью“, полагая, что граждане — это источник доходов и благ, но никак не предмет беспокойства и заботы».
2019 год. Максим Жаров, политолог: «Принцип „люди — новая нефть“, которым руководствуются сейчас российские элиты, деструктивен по своей сути. Поэтому первоочередной задачей государства в связи с демографическим кризисом должна стать полная или частичная отмена принципа „люди — новая нефть“ в социальной политике». Дмитрий Прокофьев, экономист: «Деньги нужно было искать внутри — по карманам рабочих и крестьян. Девяносто лет назад в сельской местности проживало свыше 80 % населения СССР. Крестьянам и предстояло стать „ресурсом“ для индустриализации. Так и нынешнее начальство скалит зубы, называя людей „второй нефтью“». Константин Сасов, юрист: «В определённый момент своего развития российское государство сочло возможным взыскивать налоговые недоимки организаций с физических лиц (их генеральных директоров, собственников, бухгалтеров)… В условиях такой правовой реальности стать работником, отвечающим за налоговый учёт организации, не только ответственно, но и опасно для свободы и материального благополучия этого работника… Лозунг „Люди — новая нефть“ означает, что государство намерено сместить акценты в пополнении бюджета: налоговая нагрузка всё больше переходит с юридических на физические лица».
2020 год. Юрий Воротников, политический консультант: «Люди — новая нефть. Такой теперь лозунг. С точки зрения оздоровления экономики это правильно. С точки зрения политических последствий это катастрофа».

## Критика
Илья Калинин, шеф-редактор журнала «Неприкосновенный запас», отмечает, что метафора представляет собой улику, позволяющую аналитически установить те способы думать и смотреть на вещи, которые практикует субъект. Тем более, когда речь идёт о метафорах, превращающихся в общие места — субъект дискурса о нефти отсылает не к поэтическому тропу, но к социокультурному симптому, зафиксировавшему структуру отношений между государством, обществом и нефтью. В данном случае сравнение с нефтью отражает прогрессирующие в современной России домодерные модели сословного общества, ручного управления, ресурсной экономики, патрон-клиентских связей, скреплённых клеем ренты. Прежним остался и главный девиз российской элиты: «Ресурс должен быть освоен!». Это мифологическое ядро вбирает в себя различные уровни конструирования идентичности индивидуального или коллективного субъекта. Однако возникает не критика нефтяной зависимости, а её постепенная онтологизация — растворение политической экономии ресурсоориентированного государства в поэтизации нефти, так как никакой иной модели описания социального порядка, кроме одержимости идеей природного ресурса, не возникает. А критика оказывается частью той симптоматики, на которую она направлена — углубление метафорических смыслов нефти не обнаруживает выхода за пределы самой метафорической рамки. Такая культурная «нефтепереработка» — петропоэтика — укореняет реальные социально-экономические практики в петрополитике.